# Revolta din Sobibor
Revolta din Sobibor, urmată de evadarea în masă a majorității deținuților din lagărul de exterminare Sobibor, este un episod al rezistenței evreiești din timpul Holocaustului petrecut la 14 octombrie 1943, în timpul celui de-Al Doilea Război Mondial.

## Lagărul

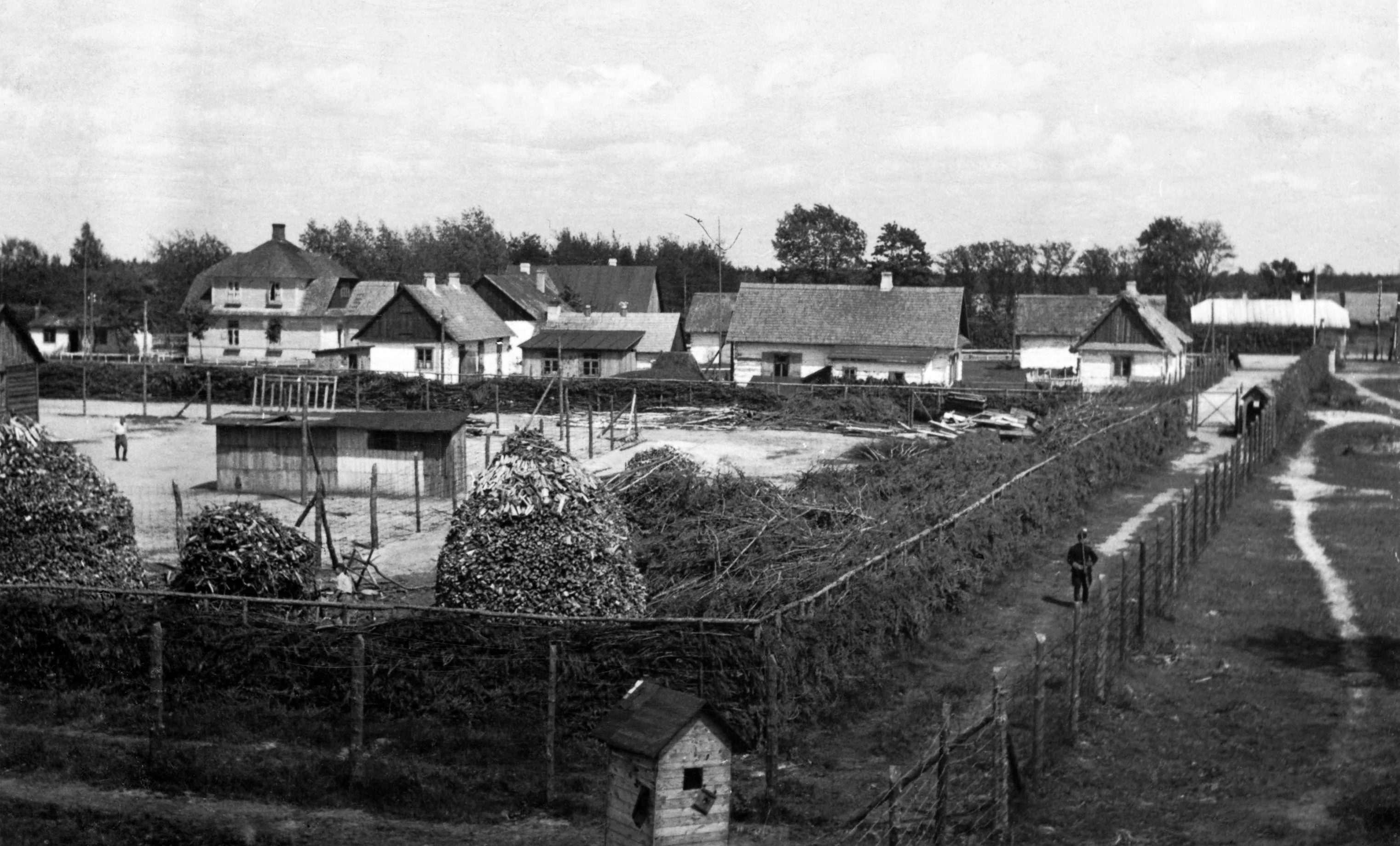
Lagărul Sobibor

Lagărul Sobibor a fost construit în primăvara anului 1942, ca parte a operațiunii Reinhard, pentru exterminarea evreilor, în apropiere de satul Sobibór din estul Poloniei ocupate de Germania Nazistă.
Personalul lagărului era format în primul rând din ofițeri și subofițeri SS. Ei nu aveau sarcini de gardă. Acestea erau executate de gardieni foști prizonieri de război sovietici, în mare parte ucrainieni, dar și de alte naționalități, de exemplu germană, care intraseră voluntar în slujba naziștilor.
În lagăr erau aduși deportați evrei din Polonia (cei mai mulți), Germania, Austria, Țările de Jos, Belgia, Franța, Cehoslovacia, Lituania, Uniunea Sovietică. La sosire erau selectați meseriașii și muncitorii calificați bărbați și femei fără copii: croitori, cusătorese, cizmari, tâmplari, dulgheri, fierari, lăcătuși, lăcătuși-mecanici, aurari, pictori de firme. Printre deținuții lucrători mai erau și grădinari, zidari, precum și câțiva bucătari, brutari, dentiști și medici. Mai erau selectați un număr de bărbați și tineri peste 14 ani apți de muncă fizică, astfel încât în lagăr să fie permanent circa 600 de deținuți folosiți la diversele munci, atâția câți erau necesari pentru întreținerea lagărului, servirea SS-iștilor și a gardienilor, extinderea lagărului.
Meseriașii și muncitorii calificați lucrau în ateliere specifice. Activitatea principală a altor lucrători era sortarea tuturor lucrurilor care erau asupra deportaților sosiți: hainele de pe ei, obiectele avute asupra lor, lucrurile din bagaje. Cele utilizabile erau împachetate și trimise în Germania. Pentru această activitate existau barăci speciale.
Munca cea mai grea era făcută de cei care lucrau la tăiatul copacilor din pădurea în care era lagărul, în principal pentru extinderea acestuia.
În afară de deportații selectați pentru muncă, toți cei nou sosiți, indiferent de vârstă și sex, erau puși să se dezbrace complet și femeilor li se tundea părul. Și acesta era adunat și trimis pentru prelucrare. Spunându-li-se că sunt trimiși la duș și dezinfecție, erau mânați în așa-numitul lagăr III, izolat astfel încât să nu se vadă ce se întâmplă acolo, și erau uciși în camere de gazare cu gazul de eșapament de la un motor de mare capacitate, care provoca o agonie de 20-30 de minute. Aproximativ din trei în trei săptămâni, cei care lucrau în lagărul III erau împușcați și înlocuiți cu alții. Cei care făceau muncile cele mai grele erau forțați să lucreze într-un asemenea ritm, încât numai cei puternici rezistau, mai ales că mâncarea primită în lagăr era cu mult sub necesitățile normale ale omului. Cei care nu mai puteau să lucreze erau și ei uciși și înlocuiți cu deportați nou sosiți.
Nu se știe exact câte victime au fost. O primă estimare, cea din 1947 a unei comisii de investigare poloneze, a fost de 250.000, dar în anii 2000, cercetătorul olandez Jules Schelvis⁠(d) ajunge la concluzia că numărul lor a fost de circa 170.000.
Deținuții lăsați în viață provizoriu se zbăteau să supraviețuiască vicisitudinilor lagărului, în primul rând să procure mâncare. Sufereau din cauza sadismului SS-iștilor și al gardienilor, fiind deseori supuși la pedepse cu bătaia sau omorâți cu cele mai diverse motive și pretexte. Fiecare echipă de lucru era supraveghată direct de un deținut numit Kapo⁠(d). Aceștia dețineau putere asupra deținuților, pe care unii o exercitau cu cruzime, aplicând pedepse cu bătaia la ordinul SS-iștilor sau din proprie inițiativă, alții fiind mai umani. Deținuții trăiau cu conștiința faptului că până la urmă vor fi omorâți cu toții. Unii se sinucideau.
Totuși, deținuții de aici aveau provizoriu o situație ceva mai bună decât în alte lagăre, de exemplu la Auschwitz. Purtau hainele pe care le aveau pe ei la sosire. Bărbații și femeile locuiau în barăci separate, dar în unele locuri lucrau împreună. Programul de lucru era în general între orele 6 și 18, iar duminica era redus la jumătate, dar deseori era ocupat cu instrucție de front epuizantă, învățarea de cântece militărești germane etc.. În afara programului de lucru, atunci când erau lăsați în pace, deținuții puteau petrece timpul împreună până la stingere. Cântau și dansau pe muzica unui grup de muzicieni. De altfel, uneori, aceștia erau puși să cânte și la sosirea de transporturi cu deportați. Unii au creat și relații de dragoste. Două cupluri formate în lagăr, care au evadat după revoltă, s-au căsătorit după război.

## Pregătirea revoltei
La Sobibor au mai fost evadări și încercări de evadare, urmate de uciderea majorității evadaților, dar câțiva au scăpat. În urma evadărilor au fost executați și alți deținuți, pentru a-i înfricoșa pe ceilalți și a preveni alte evadări.

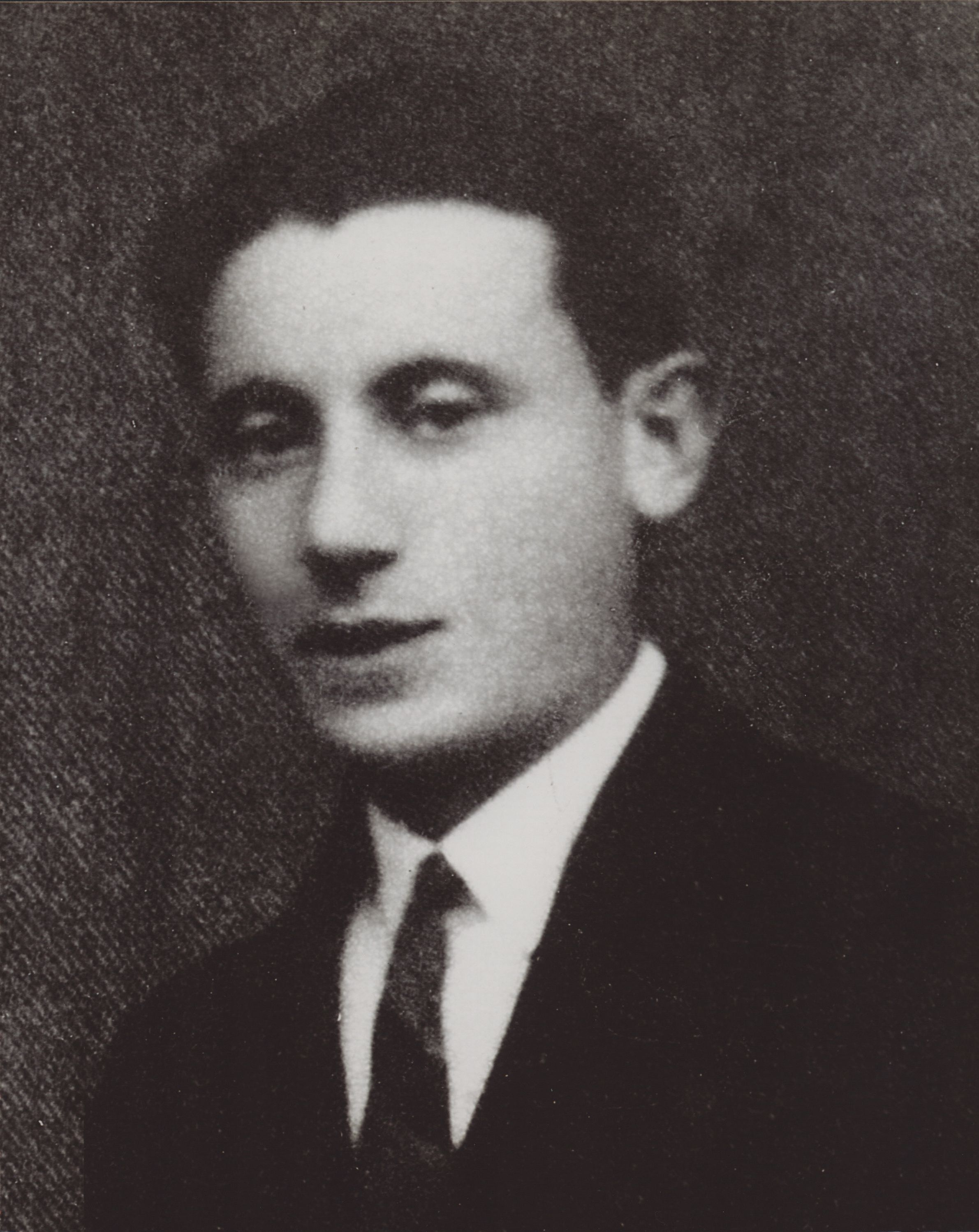
, șeful comitetului de organizare a revoltei. Fotografie din 1933

În vara lui 1943 au sosit tot mai puține transporturi de deportați. În plus, a fost adus un transport de deținuți din alt lagăr, care au fost exterminați. Cusute în hainele lor, deținuții din Sobibor au găsit mesaje în care cei uciși scriau că lucraseră în lagărul de exterminare Belzec la distrugerea acestuia, după ce toți ceilalți deținuți de acolo fuseseră uciși. Deținuții din Sobibor au tras concluzia că în curând vor avea aceeași soartă, deși se lucra la extinderea lagărului cu cel numit Lager IV. Acesta era destinat curățării și sortării armamentului de infanterie și a cartușelor capturate pe front de la sovietici, și această activitate începuse înainte de terminarea acestui lagăr. Totuși, deținuții nu știau dacă vor fi ei folosiți la această muncă sau vor fi aduși alții, specializați. În orice caz, erau siguri că și dacă vor fi folosiți deținuți de acolo în lagărul transformat în unul de muncă, va fi nevoie de mai puțini lucrători și majoritatea dintre ei vor fi uciși.
În aceste condiții, deținutul Leon Feldhendler⁠(d) a inițiat formarea unui comitet din câțiva evrei din Polonia, pentru a organiza o evadare. S-au lovit de dificultatea de a nu avea nicio pregătire militară și de faptul că nu puteau coopta prea mulți participanți la pregătirea evadării, de teamă că ar putea fi trădați. Au discutat tot felul de propuneri, dar nu au putut lua o hotărâre despre cum ar trebui să procedeze.

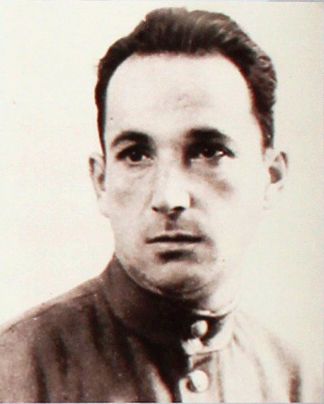
Aleksandr Pecerski, conducătorul revoltei

La 22 septembrie a fost adus în lagăr un grup de prizonieri de război sovietici evrei, printre care Aleksandr Pecerski, ofițer de intendență cu gradul numit în Armata Roșie de atunci, de tehnician intendent rangul II, echivalent cu cel de locotenent. Feldhendler l-a contactat, l-a testat dacă se poate avea încredere în el și l-a cooptat în comitet. După mai multe discuții în cadrul acestuia, au hotărât că trebuie să organizeze o revoltă, ca să evadeze toți deținuții. Numai cei din Lagărul III nu puteau evada nicicum. O dificultate era că puteau anunța evadarea numai în ultimele momente înaintea evadării, când toți vor fi adunați pentru apel. Mulți deținuți presimțeau totuși că va avea loc o evadare și unii voiau să participe la ea. Comitetul a inclus printre viitorii participanți la revoltă mai mulți dintre aceștia, printre care și doi Kapo.
Data pentru evadare a fost fixată pe 13 octombrie, căci deținuții aflaseră despre unii SS-iști, printre care comandantul lagărului și cel mai temut dintre SS-iști, că vor fi plecați. Planul organizatorilor prevedea ca într-o primă fază să atragă cât mai mulți SS-iști în diverse incinte, să-i omoare cu topoare, ciocane sau cuțite, și să le ia pistoalele. Au desemnat câte doi deținuți și au stabilit care să fie victimele lor, precum și cine, unde, cum, și în care moment să-i atragă în locurile corespunzătoare. Au stabilit și ordinea în care să-i ucidă, unul câte unul. Se bazau pe faptul că SS-iștii voiau să aibă lucruri din barăcile de sortare sau făcute de meseriași. Pe unii, conspiratorii voiau să-i omoare în birourile lor. Trebuiau să realizeze această fază a acțiunii între orele 16 și 17, la aceasta din urmă fiind apelul de după masă. Au furat și ceasuri dintr-o baracă de sortare ca să-și coordoneze acțiunile. Câțiva adolescenți urmau să țină legătura între executanți și Pecerski, care urma să dea ordine stând în atelierul de tâmplărie. Pentru faza a doua a acțiunii, voiau să pătrundă în locul unde se țineau uniformele de rezervă ale SS-iștilor și sovieticii să le îmbrace.
Faza a doua trebuia să înceapă când toți deținuții vor fi fost adunați pe terenul de apel. Chiar înainte de acesta, electricianul lagărului urma să decupleze generatorul de curent. Cablurile telefonice urmau de asemenea să fie tăiate. Înainte să vină vreun SS-ist rămas în viață la apel, conspiratorii urmau să anunțe evadarea și cu toții să se îndrepte încolonați și calm către poarta principală, escortați de cei îmbrăcați în uniforme SS, în așa fel, încât gardienii să nu bănuiască nimic. Lagărul era înconjurat de câmpuri de mine, de aceea urmau să se năpustească afară pe poartă și prin gardul de lângă ea, unde presupuneau că nu este minat. Un grup era pregătit să taie sârma ghimpată a gardului de acolo. Aveau prevăzuți și deținuți care să arunce pietre peste gard ca să facă să explodeze cel puțin unele mine. Pregăteau și scări de pus la gard în spatele unei barăci, ca să se poată ieși și pe acolo. Înainte de a ieși, un grup de deținuți trebuia să atace magazia de armament ca să ia arme și muniție. .

## Revolta și evadarea
Revolta a fost amânată, pentru că, în mod neașteptat, în 13 octombrie a venit în lagăr un grup de SS-iști care nu erau membri ai personalului. Pentru că SS-știi din afară au plecat în aceeași zi, revolta a fost hotărâtă pentru a doua zi.

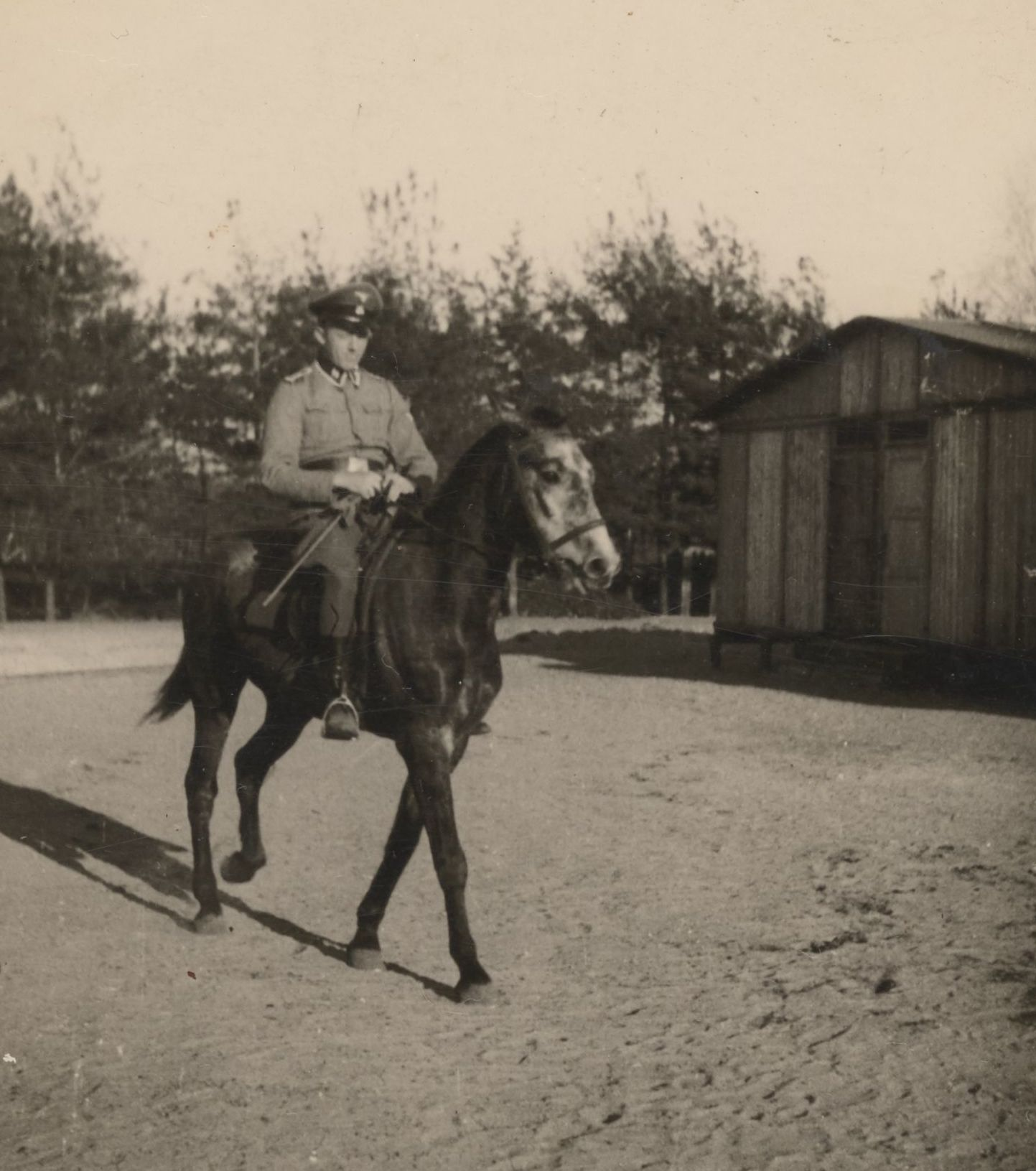
în lagăr, cu câteva luni înainte de revoltă

Primul trebuia să fie omorât Untersturmführerul Johann Niemann⁠(d), locțiitorul comandantului. Croitorii stabiliseră cu el că va veni la atelier la ora 16 pentru a proba o haină. Ofițerul a venit, și în timpul probei a fost omorât cu două lovituri de topor în cap, apoi ascuns sub o masă și acoperit cu paltoane. În mod asemănător au fost uciși alți SS-iști tot în croitorie, în cizmărie și într-o baracă de sortare. Alții au fost omorâți în alte locuri, unii în mod neplanificat. Deținuții s-au înarmat cu pistoalele SS-iștilor. Într-o carte scrisă după război, aurarul Stanisław Szmajzner⁠(d), care devenise și șeful atelierului mecanic, relatează ce a făcut în timp ce erau executați SS-iștii. El avea acces peste tot unde era obligația lui să întrețină sau să repare ceva. A mers cu un burlan în clădirea gardienilor, chipurile ca să repare ceva la o sobă. A găsit clădirea goală, a intrat în încăperea unde se ținea armamentul gardienilor care nu erau de serviciu, și a luat trei puști și muniție. Le-a învelit într-o pătură din dormitorul gardienilor și le-a dus la alți conspiratori, reținând una pentru el. Înainte de apel, curentul electric era întrerupt și cablurile telefonice erau tăiate.
Restul planului revoltei nu a mai putut fi urmat, fiindcă subofițerul SS Karl Frenzel⁠(d) nu a venit în atelierul de tâmplărie la momentul în care fusese stabilit să vină să vadă o mobilă ce era făcută pentru el. Până la apel fuseseră uciși zece SS-iști și nu se mai putea aștepta să fie omorât și Frenzel. Unul dintre Kapo conspiratori i-a ordonat deținutului gornist să sune semnalul pentru apel. Deținuții nu putuseră lua uniforme SS. Când s-au adunat toți deținuții, Pecerski a strigat ca toți să meargă spre poartă ca să evadeze, și cei care au vrut să o facă au fugit într-acolo. Atunci a venit pe terenul de apel Frenzel și a început să tragă cu pistolul-mitralieră în deținuți. Totuși, deținuții desemnați să atace magazia de armament au pătruns în prima încăpere, l-au rănit grav pe SS-istul care era acolo, dar n-au reușit să ia arme. Au început să tragă în deținuți și gardienii din turnurile de pază și de la gard. Ceilalți SS-iști care mai erau în lagăr au fugit la poartă și au încercat să-i oprească pe deținuți trăgând în ei. Deținuții cu arme trăgeau și ei. Un grup de deținuți a tăiat gardul în locul prevăzut și s-a ieșit și pe acolo. Acolo unde au pus scări, au și doborât gardul, deși erau mine. Printre primii ieșiți, unii au murit călcând pe mine și deschizând astfel calea următorilor.
Conform concluziilor cercetării istoricului polonez Marek Bem, la data revoltei erau în lagăr circa 500 de deținuți, dintre care au reușit să evadeze 275. 41 au fost uciși încercând să evadeze, fiind împușcați, sau de explozia minelor. Nu au vrut sau nu au putut să evadeze 184 de deținuți. Cel puțin un deținut, Jakub Biskubicz, a reușit să evadeze mai târziu. Acesta a relatat după război că, neputând să iasă odată cu ceilalți, s-a ascuns într-un depozit. Nu l-au găsit membrii personalului care căutau deținuții ascunși, a ieșit la miezul nopții, a mers în lagărul IV și a trecut peste gard.
În timpul revoltei, până la urmă au fost uciși doisprezece SS-iști, un subofițer al gardienilor și un gardian, iar un SS-ist a fost grav rănit. Au rămas în viață cinci sau șase SS-iști de serviciu atunci.

## Factorii care au contribuit la realizarea revoltei și evadării
Unul din factorii importanți a fost că cei care au organizat revolta aveau situații relativ bune, în calitate de meseriași, sortatori, bucătari, Kapo etc., dispunând datorită meseriei unora și de obiecte folosibile ca arme, precum și putând face cuțite în fierărie.
După uciderea unor deținuți din lagăr în urma evadării anterioare a unora, organizatorii i-au convins pe alții care voiau să evadeze individual sau în număr mic, să se gândească la asemenea consecințe și să nu evadeze. Astfel n-au mai fost evadări până la revoltă și SS-iștii credeau în eficacitatea metodei lor de a preveni evadările, devenind mai puțin atenți la deținuți.
Un factor esențial a fost apariția unui lider convingător prin personalitatea și prin calitatea sa de ofițer, în persoana lui Pecerski, ceea ce i-a făcut pe organizatori să elaboreze singurul plan posibil al evadării și să aibă încredere în reușita acesteia. De asemenea, Feldhendler a fost un secund eficace al lui Pecerski. În afară de aceasta, au profitat de experiența de front a prizonierilor de război.
Având posibilitatea să se întâlnească când nu erau supravegheați și aplicând măsurile de precauție necesare, organizatorii s-au putut reuni de suficiente ori ca să discute diverse propuneri și să stabilească detaliat planul final al revoltei și evadării. De asemenea, au reușit să evite orice trădare a intențiilor lor, divulgându-le numai unor deținuți despre care s-au convins că pot avea încredere în ei.
În fine, un factor hotărâtor a fost convingerea organizatorilor că toți deținuții vor fi uciși până la urmă dacă nu evadează. Credeau că numai evadând exista șansa ca cel puțin o parte din ei să rămână în viață.

## Urmările revoltei și evadării
După evadare, în lagăr au rămas în primul rând deținuții care nu voiseră să evadeze. SS-iștii și gardienii i-au obligat să stea în barăcile de locuit. I-au împușcat pe loc pe cei care voiseră să evadeze, dar nu reușiseră, și s-au predat, precum și pe unii care se ascunseseră în diverse locuri și i-au găsit după cercetarea întregului lagăr. În jur de ora 20, Frenzel a raportat evadarea prin telefonul stației de cale ferată și au venit în ajutorul personalului mai multe grupuri din diferite unități militare. Comandantul unui grup a scris în raportul său că, în timpul cercetării lagărului, s-a tras de multe ori în oamenii lui în timpul nopții spre 15 octombrie și în zorii acelei zile, din partea unor deținuți care nu au putut evada. Marek Bem consideră numai probabil că unii asemenea deținuți au opus rezistență. În acea zi au fost uciși prin împușcare toți deținuții, precum și cei câțiva care ieșiseră antrenați de valul evadaților și, dezorientați fiind, s-au întors în lagăr.
Numai evadații care știau dinainte de evadare puteau avea planuri pentru după evadare, și acelea foarte vagi, și în general nici ei nu aveau nimic pregătit. Doar câțiva aveau ceva aur, diamante sau bani furați cu riscul vieții din barăcile de sortare. Singuri sau în număr mic împreună erau în voia soartei, puteau conta numai pe norocul de a da de oameni care să-i ajute cu ascunzătoare și hrană. Unii, chiar neavând nimic de valoare la ei, au dat de asemenea oameni, care i-au ascuns mai mult sau mai puțin timp, pe unii până la venirea Armatei Roșii. Mulți alții au fost refuzați, fiindcă localnicii riscau să fie uciși pentru ajutorul dat, sau pentru că erau indiferenți față de soarta unor evrei. Unii evadați care aveau cu ce plăti, au fost ajutați numai plătind. Alții au dat de grupuri de partizani de cele mai diverse orientări politice, dintre care unele le erau ostile.
Totuși, 21 de evadați au luptat după evadare împotriva germanilor, printre care trei femei. Dintre foștii prizonieri de război sovietici, șapte s-au alăturat partizanilor, printre care Pecerski, și unul a căzut în luptă. După aceea, ceilalți au ajuns din nou în Armata Roșie și unul a căzut pe front.
Căutarea evadaților s-a declanșat imediat după evadare și a ținut până la 21 octombrie. Marek Bem trage concluzia că până atunci sau și mai târziu au fost prinși și uciși 130 de evadați de către germani și 56 de alții decât germani, iar soarta a 32 dintre ei a rămas necunoscută. Au supraviețuit războiului 57 de evadați, printre care opt femei.
La scurt timp după evadare au fost aduși la Sobibor deținuți din lagărul de exterminare Treblinka, pentru a lucra la lichidarea lagărului. S-a recuperat tot ce se putea din lagăr și trimis în alte părți, apoi a fost distrus aproape tot restul, ca să nu rămână urme ale genocidului comis. Au fost lăsate numai clădirile care existau dinainte de război și barăcile gardienilor. Au fost plantați și arbori pe locul clădirilor distruse. După aceea au fost uciși și deținuții de la Treblinka. După venirea Armatei Roșii, au fost distruse treptat și barăcile rămase.

## Posteritatea revoltei
Amintirea lagărului și a revoltei este păstrată în primul rând prin monumentele construite pe locul lor în anii 1960 și comemorările care au început tot atunci. În octombrie 2020 a fost inaugurat Muzeul și Memorialul Sobibor.

### Cărți ale supraviețuitorilor
Câțiva supraviețuitori au scris cărți relatând prin ce au trecut. Prima a fost cea a lui Aleksandr Pecerski, apărută în 1945, în limba rusă. Aceasta a fost tradusă în limba idiș în 1946. Aceste cărți nu au avut un ecou însemnat.
Stanisław (Shlomo) Szmajzner, emigrat în Brazilia, și-a publicat amintirile în limba portugheză, în 1968.
Dov Freiberg⁠(d) și-a scris cartea în 1988, în limba ebraică, tradusă în 2007 în engleză.
Un supraviețuitor care a făcut și cercetări ca amator despre lagăr și revoltă a fost Thomas Blatt⁠(d), publicându-și cartea în 1996.
În anii 2000 și-au mai scris amintirile Kurt Ticho, Kalmen Wewryk și Philip Bialowitz.

### Filme
Începând din anii 1980, un public mai larg a putut cunoaște informații despre lagărul Sobibor și revoltă prin filme:
- 1985 – filmul documentar Shoah (Holocaust), de jurnalistul, scriitorul și cineastul francez Claude Lanzmann, cu o parte consacrată lagărului de la Sobibor[82];
- 1987 – filmul artistic de televiziune britanic Evadare din Sobibor, regizat de Jack Gold, pe baza cărții ample de non fiction a jurnalistului și scriitorului american Richard Rashke⁠(d), apărută în 1982 (vezi Bibliografie) și contribuția la scenariu a participanților la evenimente Thomas (Toivi) Blatt și Stanisław (Shlomo) Szmajzner[83];
- 1990 – filmul documentar olandezo-sovietic Revolt in Sobibor[84];
- 2001 – filmul documentar Sobibór, 14 octobre 1943, 16 heures de Claude Lanzmann – amplu interviu cu participantul la revoltă Yehuda Lerner⁠(d)[85];
- 2010 – filmul documentar Sobibor: The Plan, the Revolt, the Escape (Sobibor. Planul, revolta, evadarea)[86];
- 2010 – filmul documentar de televiziune rusesc Аrifmetika svobodî (Aritmetica libertății)[87];
- 2013 – filmul documentar de televiziune rusesc Sobibor. Nepokorionnîe (Sobibor. Neînfrânții)[88];
- 2013 – filmul documentar rusesc Leitenant Pecerski iz Sobibora (Locotenentul Pecerski din Sobibor)[89];
- 2018 – filmul artistic rusesc Sobibor, de Konstantin Habenski[90];
- 2024 – filmul documentar de televiziune german Sobibor – Anatomie eines Vernichtungslagers (Sobibor – anatomia unui lagăr de exterminare)[91].